# Giovanni Battista Bovicelli
Giovanni Battista Bovicelli (Assís, 1550 - idm. 1594) fou un eclesiàstic franciscà, compositor, cantor i musicòleg.
Fou chantre de la catedral de Milà; el 1594 publicà l'obra titulada Regole, passaggi di musica, etc., que conté madrigals i motets amb els trinats i refilades llavors usats per adornar la melodia.